# Howard Russell Butler
Pour les articles homonymes, voir Butler.
Howard Russell Butler (né le 3 mars 1856 à New York, décédé le 22 mai 1934 à Princeton) est un scientifique, juriste et peintre américain, fondateur de l’American Fine Arts Society (« Société américaine des beaux-arts »). Butler a également persuadé Andrew Carnegie de financer la construction du lac Carnegie dans le New Jersey près de l'université de Princeton pour son équipe d'aviron. Butler a également conçu un manoir, un observatoire d'astronomie et peint une éclipse solaire pour l'US Naval Observatory.

## Biographie

### Sciences, droit et art
Howard Russell Butler était le fils de William Allen Butler, un avocat et satiriste. Sa formation artistique précoce avec William Shannon a été complétée par des visites à l'Académie américaine de design, où ses parents étaient tous deux boursiers, et par l'atelier de son oncle, William Stanley Haseltine.
Howard Russell Butler a suivi ses études à l'université de Princeton où il fut un membre actif de l'équipe d'aviron en dépit de la médiocrité des installations sportives à l'époque, et y obtint un diplôme en sciences en 1876 et il a été invité à rester pour une année en tant que professeur assistant de physique. De 1878 à 1879, il fit des illustrations techniques à New York où il rencontra Thomas Edison. En 1881, il achève des études de droit à l'université Columbia. Alors qu'il était à Princeton, Butler pratique le droit des brevets jusqu'en 1884, année où il décide de se consacrer totalement à la peinture.
Il voyage beaucoup, au Mexique en 1884, puis en France, vivant un temps à Paris où il est un membre actif de la colonie artistique américaine et faisant des séjours en Bretagne à Concarneau, recevant une mention honorable au Salon de Paris en 1886.

### Un responsable artistique
En 1889, Butler réussit à trouver le capital pour construire le bâtiment des Beaux-Arts au 215 West 57e Avenue à New York. Ce bâtiment devait être la maison de l’Art Students League , de la Society of American Artists , de lArchitectural League de New York et de l'American Fine Arts Society créée par Butler, et qu'il dirigea pendant 17 ans. Tout en récoltant des fonds, il rencontra Andrew Carnegie qui l'employa pendant dix ans, lui permettant de s'absenter chaque jour pour peindre.

### La construction dulac Carnegie

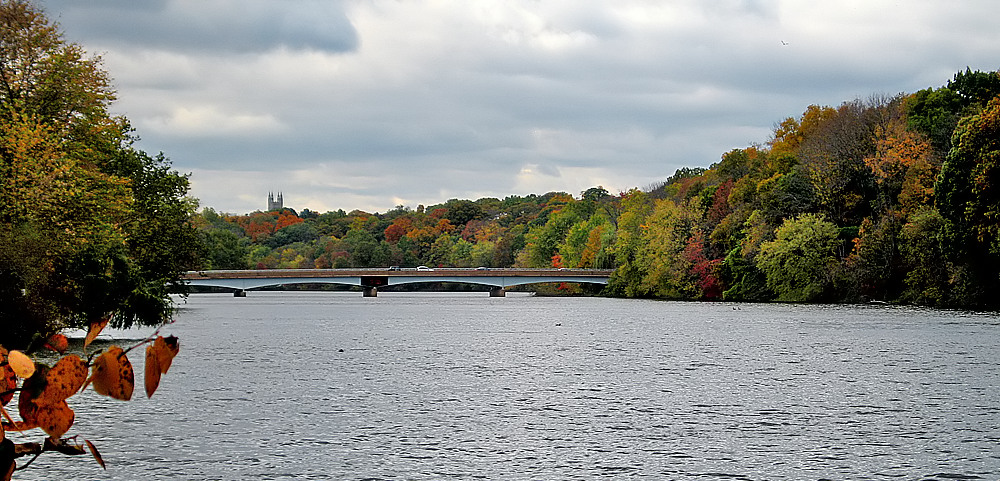
Le lac Carnegie.

En 1902, alors qu'il peignait le portrait de son bienfaiteur, Andrew Carnegie, et qu'il discutait avec lui de l'opportunité de trouver un endroit pour l'entraînement de l'équipe d'aviron de l'université de Princeton, il obtient de ce dernier le financement de l'achat des terrains nécessaires et de la construction d'un lac artificiel pour ce besoin, c'est l'actuel lac Carnegie. Howard Russelle Butler construit aussi le manoir de Carnegie à New York sur la cinquième avenue, mais se brouille ensuite avec ce dernier. Le lac Carnegie est inauguré en 1906.
Entre 1905 et 1907, il vit en Californie à Pasadena, puis à Santa Barbara, vivant à nouveau en Californie entre 1921 et 1926.

## L'éclipse solaire de 1918

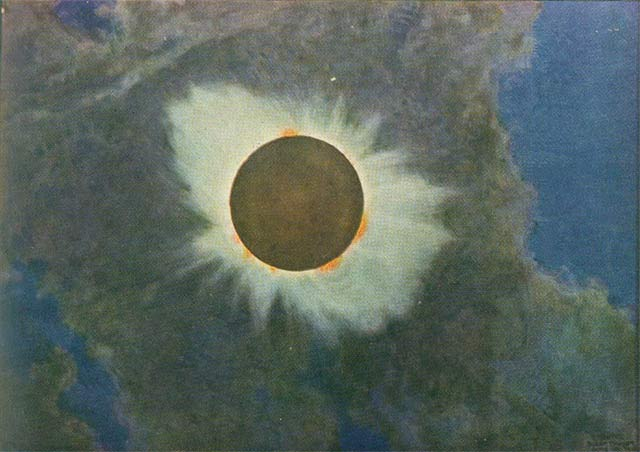
Howard Russell Butler : Peinture de l'éclipse totale de soleil du 8 juin 1918

le 8 juin 1918, il observe l'éclipse solaire totale qui est visible à Baker City dans l'Oregon. L'expédition a été organisée par l'US Naval Observatory et est dirigée par Samuel Alfred Mitchell (1874-1960).

## Son œuvre artistique

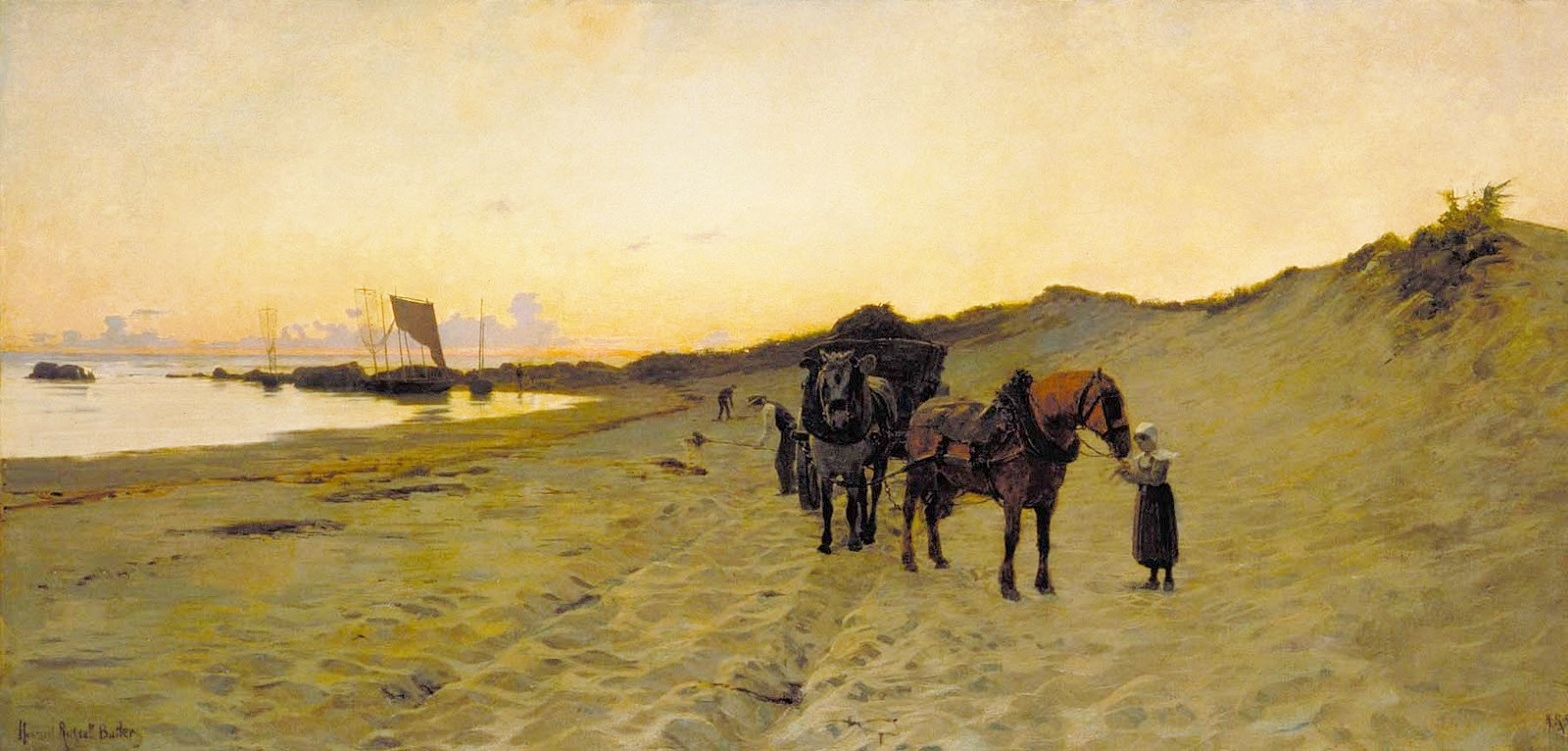
Howard Russell Butler : Les Ramasseurs de varech (1886)

Butler est connu en particulier pour les peintures des éclipses du soleil, mais il peignit aussi les gens et les paysages, comme le parc national de Zion ou encore Arizona Badlands peint en 1907 et le parc national de Yellowstone en 1920. Il a aussi peint les côtes du Maine et Saint-Yves en Angleterre. Les peintures des éclipses solaires de Butler (il a aussi peint l'éclipse de soleil à Lampoc en Californie en 1923 et celle de Middletown dans le Connecticut en 1925) ont été exposés pendant de nombreuses années au planétarium Hayden.
Plusieurs œuvres de Howard Russell Butler sont consultables sur des sites Internet. Son œuvre peut aussi être vue au Metropolitan Museum of Art , au musée national d'art américain, au Muséum américain d'histoire naturelle et bien sûr au lac Carnegie.

## Archives
Les abondantes archives de Howard Russell Butler sont disponibles aux Archives of American Art.